# Наки, Дениз
Дениз Наки (нем. Deniz Naki; 9 июля 1989, Дюрен) — немецкий футболист, полузащитник курдского происхождения.

## Биография
Наки — воспитанник клуба «Байер 04». 2 февраля 2009 года был арендован «Рот-Вайсс Ален», сыграл 11 игр и забил 4 гола. 8 февраля дебютировал во втором дивизионе в матче против «Аугсбурга» выйдя на замену 79-й минуте вместо Марко Ройса.
25 июня 2009 года Наки покинул «Байер» и подписал трёхлетний контракт с «Санкт-Паули». Забив 7 голов он помог «пиратам» вернуться в высший дивизион. После неудачного просмотра в «Ноттингем Форест» летом 2012 года, Наки перешёл в «Падерборн 07», подписав двухлетний контракт.
5 ноября 2014 года покинул турецкий «Генчлербирлиги» после предполагаемого проявления в свою сторону расизма. По его словам, три неизвестных на улице Анкары выкрикивали расистские кричалки и оскорбления из-за его поддержки города Айн-эль-Араб который контролировали ИГИЛ.
В феврале 2016 года во время выступления за турецкий «Амед» был дисквалифицирован на 12 матчей и оштрафован за поддержку  Рабочей партия Курдистана в Турецко-курдском конфликте. На своей странице в социальной сети Facebook он опубликовал пост и посвятил победу в Кубке Турции над «Бурсаспором» всем убитым и пострадавшим «от гнёта который продолжается на нашей земле уже 50 день».
В октябре 2016 года турецкий суд обвинил Наки в «содействии террористической пропаганде» из-за поста в социальной сети. В ноябре 2016 года суд полностью оправдал полузащитника, но после по поданной апелляции в апреле 2017 года, он был приговорён к 18 месяцам лишения свободы и пяти лет испытательного срока.
В июне 2021 года окружной суд Ахена осудил Наки за создание организованного преступного синдиката, поддержку терроризма, сбыт наркотиков, шантаж и поджог.

## Карьера в сборной
В составе сборной Германии до 19 лет выиграл в 2008 году Чемпионат Европы среди юношей до 19 лет, который проходил в Чехии.